# Trương Miễn
Trương Miễn (chữ Hán: 张缅, 490 – 531) tự Nguyên Trường, người Phương Thành, Phạm Dương , nhà văn, quan viên nhà Lương thời Nam bắc triều.

## Thân thế
Miễn là thành viên của sĩ tộc họ Trương ở Phạm Dương. Miễn là con trai trưởng của Thao Dương Mẫn hầu, Xa kỵ tướng quân Trương Hoằng Sách. Hoằng Sách là em con chú/bác (tòng phụ đệ) của Trương Thượng Nhu – mẹ đẻ của Lương Vũ đế Tiêu Diễn.
Mẹ là con gái của sĩ tộc họ Lưu ở quận Trung Sơn.

## Thiếu thời
Miễn được vài tuổi, ông ngoại là Lưu Trọng Đức lấy làm lạ, từng nói: "Đứa nhỏ này là thứ phi thường, không chỉ là bảo vật của họ Trương, mà sẽ nổi danh cả nước đấy."
Năm Vĩnh Nguyên thứ 2 (500) nhà Nam Tề, Tiêu Diễn dấy binh lật đổ Tề đế Tiêu Bảo Quyển, Trương Hoằng Sách theo quân tiến về Kiến Khang, lưu Miễn ở lại Tương Dương; ông mới lên 10, mỗi khi nghe tin quân của Diễn thắng – bại, nét mặt lộ rõ vẻ mừng – lo.
Năm Thiên Giám đầu tiên (502) nhà Lương, Hoằng Sách được nhiệm chức Vệ úy khanh, bị dư đảng của Tiêu Bảo Quyển là bọn Tôn Văn Minh sát hại ở phủ Vệ úy. Miễn khóc cha quá đỗi thương xót, Lương Vũ đế sai sứ khuyên răn. Mãn tang, Miễn được tập tước Thao Dương huyện hầu, triệu bổ Quốc tử sanh.

## Sự nghiệp
Lên 18 tuổi, Miễn ban đầu được làm Bí thư lang, ra làm Hoài Nam thái thú. Vũ đế ngờ Miễn tuổi nhỏ, chưa quen việc quan, sai Chủ thư niêm phong văn án các nha môn của quận và đem về, thấy ông quyết đoán mạnh mẽ, rất lấy làm tán thưởng. Sau đó Miễn được về triều, trừ chức Thái tử xá nhân, Vân Huy ngoại binh tham quân.
Miễn từ nhỏ siêng năng, tự ép mình học tập, tay không rời sách, đọc khắp nhiều bản sử cũ khác nhau từ Hậu Hán tới đời Tấn. Có người giữ sách rồi chất vấn Miễn, ông được hỏi gì thì đáp nấy, gần như không có sai sót nào. Chức Điện trung lang khuyết, Vũ đế nói với Miễn rằng: "Tào này lâu nay dùng người có tài văn học, vả lại còn đứng đầu triều ban, nên cẩn thận chọn người." Nhân đó khích lệ Miễn dự tuyển. Ít lâu sau, Miễn được ra làm Vũ Lăng thái thú, rồi trở về được bái làm Thái tử tẩy mã, Trung xá nhân.
Miễn dần được thăng đến Bắc trung lang Tư nghị tham quân, Ninh viễn trưởng sử; sau đó ra làm Dự Chương nội sử. Miễn cai trị có ân huệ, không ưa câu thúc, quan dân dần cảm ơn ông, không dám lừa dối, nên người già đều nói: "Mấy chục năm qua chưa được ai như thế này!"
Năm Đại Thông đầu tiên (527), Miễn được trưng làm Tư đồ Tả trưởng sử, lấy cớ có bệnh nên từ chối, được đổi làm Thái tử Trung thứ tử, lĩnh Vũ Lâm giám. Ít lâu sau Miễn được thăng làm Ngự sử trung thừa; bị kết tội bắt giữ người và tranh đấu với sứ nước ngoài, chịu giáng nhẹ làm Hoàng môn lang, nhưng được kiêm lĩnh chức trước, ít lâu sau được khôi phục như cũ. Miễn ở Hiến tư, làm việc không hề khuất tất, được khen là ngay thẳng. Vũ đế bèn sai họa công vẽ hình của Miễn, treo ở Đài tỉnh để khuyến khích mọi người.

## Hậu sự
Năm Trung Thái Thông thứ 3 (531), Miễn được thăng làm Thị trung, chưa nhận chức thì mất, hưởng thọ 42 tuổi. Triều đình giáng chiếu tặng chức Thị trung, gia Trinh uy tướng quân, hầu tước như cũ; giúp tiền 5 vạn, vải 50 xúc. Vũ đế cử ai cho Miễn, thái tử Tiêu Thống cũng đi khóc viếng.
Con là Trương Phó được kế tự.

## Dật sự
Mẹ của Miễn là Lưu thị, cho rằng cha mình mất vào lúc nhà nghèo, tang lễ có khiếm khuyết, nên trọn đời không sống ở chánh thất, không theo con trai vào quan phủ. Miễn ở nhiệm sở, nhận bổng lộc không dám dùng, đến nỗi vợ con cũng không thay áo mới; đến khi về đô, vâng lời mẹ chẩn cấp thân thuộc, còn chở thêm cả gia súc, đến nỗi dùng hết tài sản, thành ra nhà riêng của Miễn luôn trống trải như hộ nghèo vậy!

## Tác phẩm
Miễn tính yêu thích sách vở, sưu tầm hơn vạn quyển; sao chép Hậu Hán thư, Tấn thư từ nhiều bản khác nhau, làm ra Hậu Hán kỷ 40 quyển, Tấn sao 30 quyển; lại sao chép Giang Tả tập, chưa hoàn thành; còn có văn tập 5 quyển, ngày nay đều không còn.